# Aleksandr Mosołow
Aleksandr Wasiljewicz Mosołow (ros. Алекса́ндр Васи́льевич Мосо́лов, ur. 29 lipca?/11 sierpnia 1900 w Kijowie, zm. 12 lipca 1973 w Moskwie)  – rosyjski radziecki kompozytor.

## Życiorys
Podstawy gry na fortepianie dała mu matka. W 1921 uczył się podstaw kompozycji u Reinholda Glière’a. W 1922–1925 studiował w Konserwatorium Moskiewskim kompozycję u Nikołaja Miaskowskiego oraz fortepian u Grigorija Prokofjewa i  Konstantina Igmunowa . 
W latach 1927–1929 pracował jako redaktor muzyczny w radiu. Występował też jako pianista, a skomponowane przez niego utwory były wykonywane w Europie Zachodniej, m.in. na festiwalu w 1927 we Frankfurcie nad Menem I kwartet smyczkowy oraz w 1930 w Liège (opera Odlewnia stali) – jedno z najgłośniejszych jego dzieł. Późniejsze konflikty z władzą radziecką i z ASM (Assocjacyja Sowriemiennoj Muzyki) doprowadziły do jego wydalenia w 1936 ze Związku Kompozytorów oraz uwięzienia na rok w Gułagu w 1937. Po tym doświadczeniu zmienił styl kompozytorski i jego późniejsza muzyka w znacznie większym stopniu odpowiadała socrealistycznej estetyce  . Odlewnia stali została ponownie wykonana w Związku Radzieckim dopiero po śmierci kompozytora w 1975 roku.

## Twórczość
Twórczość Mosołowa obejmuje pięć sonat fortepianowych (zachowały się cztery), dwa koncerty fortepianowe (zachowała się tylko jedna część z II koncertu), dwa koncerty na wiolonczelę, koncert na harfę, cztery kwartety smyczkowe, dwanaście suit orkiestrowych, osiem symfonii i znaczna liczba utworów wokalnych – pieśni chóralnych i solowych .